# Akihiro Tabata
Akihiro Tabata (田畑 昭宏 Tabata Akihiro?), född 15 maj 1978 i Saitama prefektur, är en japansk före detta fotbollsspelare.
Tabata började sin karriär 1997 i Urawa Reds. 2001 flyttade han till JEF United Ichihara. Efter JEF United Ichihara spelade han för Consadole Sapporo. Han avslutade karriären 2005.